# Флаг Виргинии
Флаг Вирги́нии (англ. Flag of Virginia) — один из символов американского штата Виргиния.
Флаг штата Виргиния представляет собой прямоугольное полотнище синего цвета с расположенным по центру изображением печати штата с белым окаймлением. Флаг был принят в начале Гражданской войны. Среди флагов США — это единственный флаг с изображением оголённого тела.
Латинский девиз Sic semper tyrannis у основания государственной печати означает «Таков путь тирана». Эта цитата приписывается Бруту во время убийства Юлия Цезаря. Женский образ в одеяниях Амазонки — аллегорически представляя дух Содружества — символизирует Виргинию. Попранный мужчина — представляет тиранию. Скинутая корона лежит в стороне, в руках он держит цепь и бич.